# バットマン: アーカム・アサイラム
『バットマン: アーカム・アサイラム』（原題: Arkham Asylum: A Serious House on Serious Earth）は、グラント・モリソン原作、デイヴ・マッキーン作画によるグラフィックノベル作品である。1989年に米国のDCコミックスから出た単行本が初出。日本語版は2000年の初版と2010年の完全版がある。

## 概要
後にバットマン系タイトルの正ライターとなるグラント・モリソンが初めて書いたバットマン作品である。先行作『ダークナイト・リターンズ』などに触発され、独自のアプローチでバットマンを描く作品として構想された。作中ではおびただしい象徴的図像が用いられ、バットマンの代表的なヴィランの脱構築が行われている。ペイントアートやコラージュによるデイヴ・マッキーンの抽象的な作画も特徴の一つである。
主人公のバットマンは、ゴッサム・シティの凶悪犯が収監される精神病院アーカム・アサイラムで起きた暴動の鎮圧に出向く。邸内で出会ったジョーカー、トゥーフェイス、キラークロックなどの旧敵たちは以前と様子が異なっていた。バットマンはアサイラムの深部に進み、その設立者アマデウス・アーカムの生涯や、邸に潜む超自然的かつ心理的な謎に迫っていく。
本作は売れ行きの面でも批評面でも高い評価を受けた。多くの評者は本作がバットマンコミックとして、あるいはグラント・モリソン作品として最高傑作の1つだと考えている。後年には、バットマン神話の重要な位置を占めるアーカム・アサイラムの設定を確立した重要作品とみなされるようになった。コンピュータゲームシリーズ「バットマン アーカム」の第1作で傑作と名高い『バットマン アーカム・アサイラム』は本作から影響を受けている。

## あらすじ
ゴッサム・シティで凶行を犯した精神障害者を収容するアーカム・アサイラムが収監者によって制圧される。首謀者のジョーカーは院長チャールズ・キャベンディッシュらを人質としてバットマンの来院を要求する。アサイラムへの恐れを隠して乗り込んで行ったバットマンは、過去に捕えた犯罪者たちの狂宴に迎え入れられる。余興としてセラピストの人質ルース・アダムスによる精神分析が行われ、両親の死のトラウマを暴かれそうになったバットマンは動揺する。人質の命を盾に「かくれんぼ」ゲームを強要されたバットマンは、閉ざされた邸の中で宿敵たちに追跡され、それぞれの狂気と対決する。
現代の物語と並行して20世紀初頭の精神科医アマデウス・アーカムの回想が差し挟まれる。アマデウスは幼少期を過ごした古い邸宅に移り住み、犯罪者のための療養所に改装しようとしていた。しかしやがて、かつて患者だった連続殺人者によって妻と幼い娘が邸の中で強姦されて命を奪われる。アマデウスは犯人の治療を引き受け、医療事故と見せかけて殺害した。
バットマンが塔の頂上で発見した秘密の部屋には院長のキャベンディッシュがいた。暴動の黒幕だと看破されたキャベンディッシュはアダムスを人質に取り、アマデウス・アーカムが残した日誌を読むように言う。アマデウスはアーカム邸内でコウモリのような生き物を目撃し、悪意を持つ超自然的な存在だと信じていた。邸をアサイラムに改装してからは、悪霊をそこに縛り付ける魔術儀式に身を捧げた。数年前に日誌を発見したキャベンディッシュはコウモリを討ち果たす使命を与えられたと思い込み、バットマンをおびき寄せたのだった。バットマンが狂人を次々と送り込んだのは、アサイラムの悪霊を肥え太らせる行為でしかなかったという。キャベンディッシュは狂乱し、バットマンを格闘で圧倒するが、傍らのアダムスによって（かつてアマデウスが狂った母親にそうしたように）喉を切られて死ぬ。
脱出を果たしたバットマンは斧で玄関扉を破壊する。しかしジョーカーはアサイラムからの解放を拒み、逆に私刑を与えようとする。バットマンはトゥーフェイスのコイン投げに自分の運命を委ねることを提案する。治療の一環として没収されていたトレードマークのコインを取り戻したトゥーフェイスは生気を蘇らせ、バットマンに自由を宣告する。ジョーカーもその結果を受け入れ、「外のアサイラム」に耐えられなくなったらいつでも戻ってくるように言う。

## 作風とテーマ

### テーマ
本作はスーパーヒーロー・フィクションを脱構築する『バットマン: ダークナイト・リターンズ』のような先行作品から影響を受けている。モリソンは自身でもバットマンを独自に再創造しようと考え、象徴主義やサイコロジカルホラーのテーマ、ならびにカール・ユングやアレイスター・クロウリー、『不思議の国のアリス』 からの引用を取り入れた。さらにアーカム・アサイラムという場所における狂気のメカニズムを作り出すとともに、バットマン世界の古典的キャラクターに新たな心理学的解釈を与えた。例えばジョーカーは、固有の人格を持たず、卓越した知覚で周囲の状況を読み取って瞬時にペルソナを変化させる「過剰に正気な」人物だとされる。この現代的な解釈は、長い歴史の中で頻繁に変化してきたジョーカーのアイデンティティに一つの連続性を与えるもので、本作の内容の中でもよく知られている。マキシー・ゼウスは電撃を発する痩せぎすの男として描かれ、メサイアコンプレックスを持つ一方で電気ショックと食糞に執着している。トゥーフェイスはあらゆる判断をコイン投げの二択で決める強迫行為を持っていたが、二元論への執着を治療するためコインの代わりにタロットカードを与えられたことで、選択肢が増えすぎて何も決められなくなってしまう。マッドハッターの『不思議の国のアリス』への偏執はペドフィリアの含みを持たされる。クレイフェイスは病み衰えた姿で現れ、バットマンが聖書のイエスであるかのように、その服に触れようとする。キラークロックは本物の爬虫類のような姿を与えられ、天使ミカエルと闘う竜を象徴する。
伝統的なスーパーヒーロー・コミックと異なり、本作ではキャラクターの性的な側面が描かれている。モリソンの当初のスクリプトでは、ジョーカーは「化粧して黒のランジェリーを身に着けたマドンナのパロディ」とされていた。しかし、公開日の近かった映画『バットマン』に登場するジョーカー（ジャック・ニコルソン）のイメージに影響することを恐れたDC社によってその描写は没にされた。それでもなお、ジョーカーはバットマンに何らかの愛情を抱いているように描写され、性的な挑発を行い、ロビンとのホモセクシュアルな関係をあてこする。マッドハッターは児童性的虐待者として描かれ、クレイフェイスは性感染症と関連づけられる。アマデウス・アーカムとチャールズ・キャベンディッシュはいずれも女装を行う。
モリソンは精神分析理論やユングの元型論から影響を受け、各キャラクターが抽象概念や感情を体現するように性格付けを行った（マーク・シンガーはこのプロセスを「ヒュポスタシス」と呼んだ）。すなわち本作はバットマン自身の精神を探る冒険であり、マッドハッターはそれを読者に説明する役を与えられている。「ときどき、アサイラムは一つの頭だという気がする。俺たちは巨大な頭の中で、そいつの夢の中に存在している」。ティム・カラハンは本作のストーリーをユング心理学に基づいて解釈している。物語前半でジョーカーが「[バットマンのマスクこそが]あいつ自身だ」と言うように、バットマンは表層的なペルソナとして登場する。そしてアサイラムを探検する中で、非理性的なシャドウであるヴィランたちと出会い、勝利をおさめ、統一された自己となって去っていく。

### 作画
本文の大部分の作画と表紙を担当したデイヴ・マッキーンは、ペイントアートや素描、写真、さらにミクストメディア・コラージュを取り混ぜて印象的なページデザインと豊かな象徴性を生み出した。象徴や比喩表現、シュルレアリスムは豊富に投入されており、多くのシーンではそれらが特定の心理的効果を生むために使われている。たとえば、マキシー・ゼウスの電気ショック療法室は入口にギリシャ語で「ΓΝΩΘΙ ΣΑΥΤΟΝ（汝自身を知れ）」と彫り込まれている。象徴の多くは15周年記念版に収録されたモリソンの注釈付きスクリプトによって解説された。
『アーカム・アサイラム』はレタラーを務めたガスパー・サラディーノの独特なスタイルや、それぞれのキャラクターのために個別のフォントを作り出したことでも評価されている。キャラクターごとにレタリング処理をカスタマイズする習慣はこの後に広まった。DCのヴァーティゴラインやマーベル作品の多くでその例が見られる。ふきだしに独自のスタイルが与えられたキャラクターも多い。バットマンのふきだしは黒地に白文字、マキシー・ゼウスは青地にギリシャ文字のフォントで描かれる。ジョーカーの台詞はふきだしで囲まれておらず、ところどころにインクが染みた赤字で書かれており、本人と同じく無規律である。

## 制作背景

### 制作過程

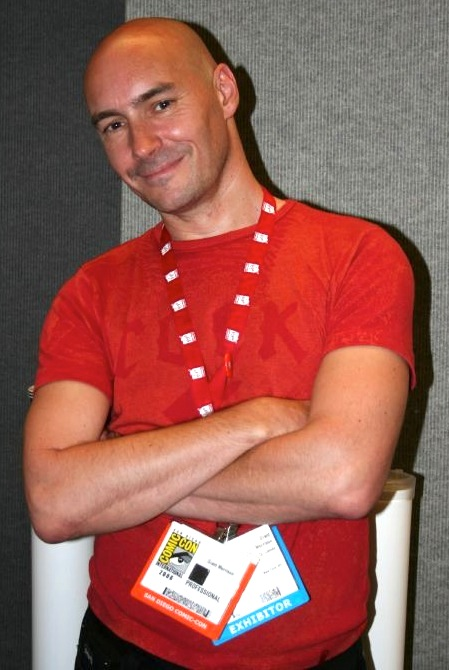
原作者グラント・モリソン（2006年）。

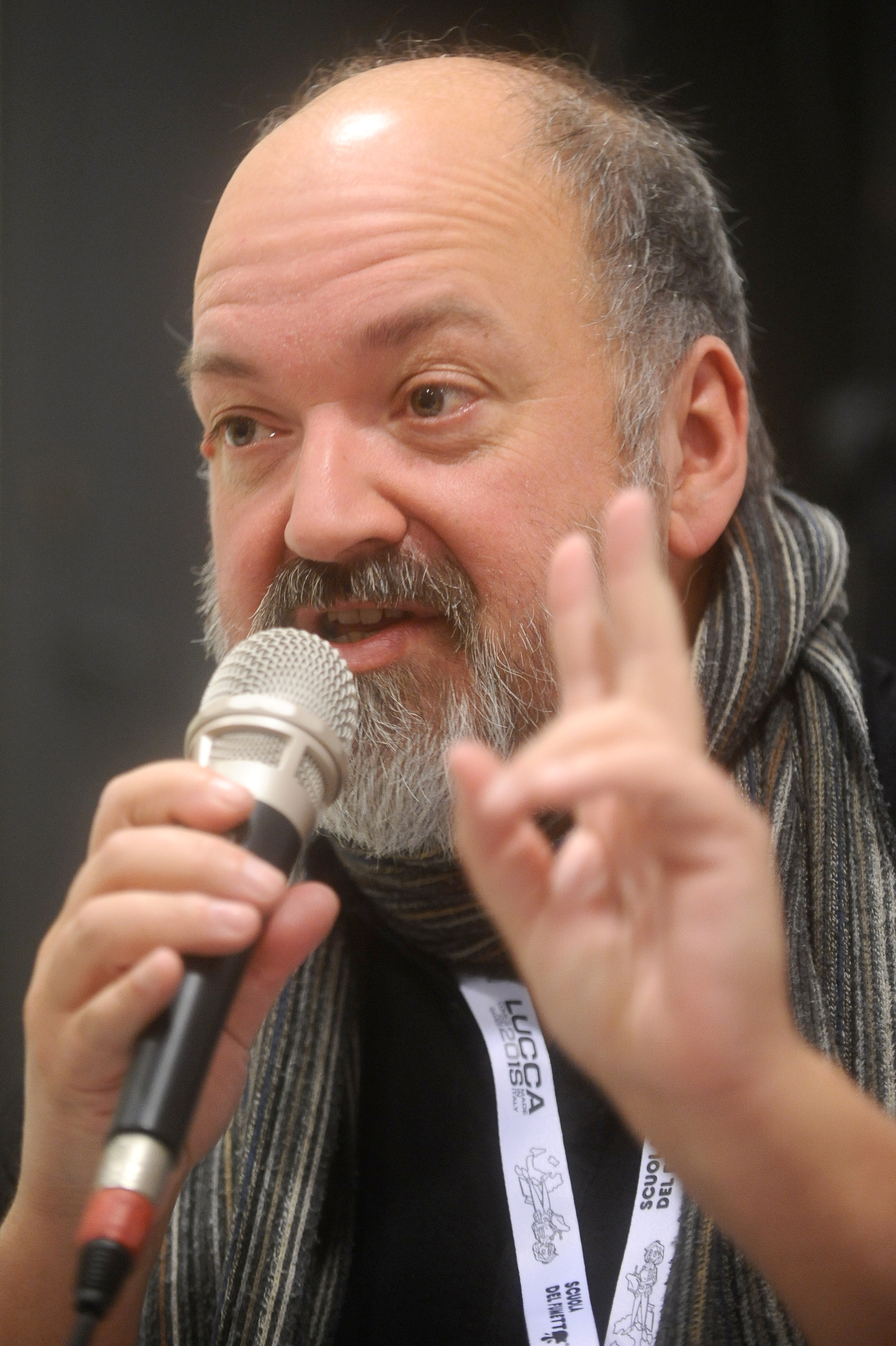
作画家デイヴ・マッキーン（2018年）。

1987年の初め、英国から新しい才能を発掘しようとしていたDC社の編集者カレン・バーガーらはロンドンで多くのクリエイターを面接し、企画の提案を受けた。このときにスコットランド出身のグラント・モリソンが提出した企画が発展して本作が生まれた。当初案では48ページの読み切りだったが、スクリプトを作る過程で64ページに延び、芸術家肌のデイヴ・マッキーンが作画を行う中でさらにページ数は増えていき、最終的に100ページを超えた。
デイヴ・マッキーンもまたバーガーの面接を受けた英国人の一人である。マッキーンが友人ニール・ゲイマンとともに提案した『ブラックオーキッド』は商業出版としては冒険的な内容であり、DCはその刊行前に作者二人の知名度を高める必要があると考えた。マッキーンが先に本作に起用されたのはそのためだった。しかし、マッキーンにとってジャンル作品への参加は不本意だった。少年ヒーローのロビンにいたっては描くことを拒絶したため、スクリプトから出番が削除された。本作については後に次のように語っている。「この題材だからこう描く、ではなく、この題材なのにこう描いてやろう、という考えを持ってしまっていた。今思うと、バットマン作品を本当に描きたいなら実際に描くのが最善だろう。しかし、好きでもないのにどうにかして価値のある作品を作り出そうなんて時間の無駄でしかない」「どのコマもむやみに描きこみ過ぎでまったく上手くいっていない。ストーリーテリングの邪魔だ」。
モリソンは本作の作画家に『バットマン: キリングジョーク』のブライアン・ボランドのようなリアルな画風を望んでいた。モリソンはマッキーンの抽象的なスタイルを批判し、「現実の最も恐ろしい表現」がないといっている。モリソンの評価では、自身の原作とマッキーンの作画は噛み合っておらず、それぞれの象徴体系が衝突している。それが本作の最大の欠点だという。
モリソンは本書の後の版に載せた文章で、初期に提出したスクリプトが知らないところでコミック業界人によってレビューされていたと回想している。ほとんどの評は重厚な象徴性やサイコロジカルホラーの要素が仰々しくて滑稽だというもので、同時期の英国人原作者ムーアやゲイマンより評価は低かった。モリソンは当時の評者に「最後に笑ったのは誰だ、クソ野郎？」と訊いている。また「ふだんコミックを読んでいない人はこの本を気に入ってくれたようだ」と言っている 。

### 着想と影響
後にDC社で長期にわたって原作者として活躍することになるグラント・モリソンにとって最初のバットマン作品であり、自身のバットマン・サーガの起点とする意図があったという。オリジナルの副題「a Serious House on Serious Earth」はフィリップ・ラーキンの詩「教会に行く」から取られている。
アレックス・カーによるインタビューでは、フランク・ミラーの『ダークナイト・リターンズ』が構想に大きな影響を与えたと述べられている。モリソンはミラーがバットマンで成し遂げたことに感銘を受けていた。犯罪との闘争に偏執を抱いた男というまったく新しい人物像が展開されたのを見て、自身でもバットマンのコミックに独自の解釈を与えたくなった。『ダークナイト』ではアメリカ映画やパルプ雑誌のハードボイルド小説からの影響が強かったことから、ヨーロッパ映画を参考に、バットマンの心理的な弱さや善悪の割り切れなさを取り入れようとしたという。
15周年記念版で初めて収録されたオリジナルのスクリプトの前文では本作の着想について詳しく述べられた。
 [DC社の『フーズ・フー』シリーズで、] レン・ウィーンが … アーカム・アサイラムの歴史について短いけれども印象的なパラグラフをいくつか書いていた。アサイラムを設立した気の毒なアマデウス・アーカムのことはそれで知った。… テーマはルイス・キャロル、量子力学、ユング、クロウリーから思いついた。ビジュアルのヒントはシュールレアリスム、東欧風の不気味さ、コクトー、アルトー、シュヴァンクマイエル、ブラザーズ・クエイなんかだ。意図していたのは、ありきたりな冒険コミックじゃなく音楽作品か実験映画のようなものだった。幻想的・感情的・非理性的な側の脳半球の観点でバットマンにアプローチしたかった。『ダークナイト・リターンズ』や『ウォッチメン』が出て以来、ひどく散文的で「現実的」な左脳の側からスーパーヒーローを扱うやり方が流行していたから、それへの回答として。
本作が当時流行していた作風への「回答」だという点はスクリプトの注釈でも補足されている。「抑圧と防衛心が強く、性的に冷え切った『アーカム・アサイラム』の[バットマンは] … サイコパスに近いくらい暴力的・衝動的な80年代の解釈に対する批判のつもりだった」ただしそのような、精神的な弱さと女性不信を抱えたバットマンの性格付けは本書だけのものだと述べている。後にモリソンが『JLA』誌で描いた強いバットマンは、アーカム・アサイラムでの体験によって自らの負の側面を浄化した後の姿だという。
モリソンは建築物としてのアーカム・アサイラムが持つ象徴性について以下のように説明している。
この本の構成は建築物の構造から影響を受けている。過去やアマデウス・アーカムの物語が地階となる。隠し通路がアイディアや本の各部を互いに結びつける。シンボルとメタファーが繰り広げられる上階層がある。神聖幾何学からも引用していて、アーカム邸の図面はグラストンベリー修道院やシャルトル大聖堂に基づいている。この本を読み進めるのは、アーカム邸そのものの各階を通り抜けていくのに似ている。邸と頭は一つだ。

## 社会的評価
本作は1989年10月に出版された。当時のコミック作品としては例外的にハードカバーの一般書を思わせる洗練された装丁で、マッキーンの表紙画は特に目を引いた。ティム・バートン監督の大ヒット映画『バットマン』の公開直後だったこともあって、発売直後から売れ行きは良く、コミック界でモリソンとマッキーンの名は一躍高まった。モリソンが手にした印税は予約注文分だけで15万ドルに達した。担当編集者カレン・バーガーによると2004年までに50万部近くが発行され、アメリカで出版されたスーパーヒーロー・コミックのオリジナル単行本として最大のヒット作になった。モリソンは2011年に公式サイトで全世界での販売部数が60万部を超えたと書いている。
ヒラリー・ゴールドスタインはIGNコミックスで本作に高い評価を与え、「閉所恐怖症になりそうな」アサイラムの描写を称賛した。さらに「『アーカム・アサイラム』はあなたが読んできたスーパーヒーロー・コミックとは似ても似つかない。かつて書棚に並べられたあらゆるコミックの中でも傑作の部類」と述べた。ゴールドスタインはまた、バットマンのグラフィックノベル作品ベスト25の中で本書を『キリングジョーク』、『ダークナイト・リターンズ』、『イヤーワン』に次ぐ第4位に挙げた。『ローリング・ストーン』誌は本書をグラント・モリソンの最高傑作の1つに数え、次のように評した。「… この革新的なグラフィックノベルは[モリソンにとって]初めて商業的に大ヒットした作品であり …」「暗い詩情と豊かな心理ドラマを備えた物語」 ジョゼフ・ザトコウスキはワシントン・タイムズ紙上で「バットマンの歴史を通して鍵となるシーケンシャル・アート作品の1つ」と呼んだ。ルーカス・シーゲルもウェブメディアNewsaramaに寄せたレビューで本作を賞賛し、作画を「際立って美しく、そして … 不穏だ」と表現した。
モリソンの研究書を書いたティモシー・カラハンによると、ファンの間では本書が難解だという評価があり、売れ行きに比べて内容が支持されているとは言えない。モリソン自身、おびただしい象徴的図像を用いた本作が「かつてないほど勿体ぶったバットマン作品だと責められた」と述べている。

## 書誌情報

### 単行本
| 書名                                                      | 発行年 | ISBN           |
| --------------------------------------------------------- | ------ | -------------- |
| Arkham Asylum: A Serious House on Serious Earth           | 1989   | 978-0930289485 |
| Arkham Asylum: A Serious House on Serious Earth           | 1997   | 978-0930289560 |
| Batman: Arkham Asylum (15th Anniversary Edition)          | 2005   | 978-1401204259 |
| Batman: Arkham Asylum (25th Anniversary Edition)          | 2014   | 978-0606372558 |
| Absolute Batman: Arkham Asylum (30th Anniversary Edition) | 2019   | 978-1401294205 |

2005年10月に発売された15周年記念版ではモリソン自身が注釈をつけたスクリプトが収録され、作中で使われた象徴の多くが解説された。そのほかモリソンによる下絵入りのレイアウトやデイヴ・マッキーンのギャラリー、編集者カレン・バーガーの後記が載せられた。

### 日本語版
2000年に初めて邦訳された（ISBN 978-4796840507）。2010年9月には小学館集英社プロダクションからスクリプトとラフスケッチを収録した完全版として復刊された（ISBN 978-4796870757）。翻訳者は高木亮、秋友克也、押野素子である。

### 続編
モリソンはサンディエゴ・コミコン2017で『アーカム・アサイラム2』という暫定タイトルの続編に取り組んでいることを発表した。リュック・ベッソン風のスリラーであり、舞台となるのはバットマンの息子ダミアン・ウェインが大人になってバットマンを襲名する独自の未来世界である。『バットマン: インコーポレイテッド』でモリソンとコンビを組んだ作画家クリス・バーナムが制作に参加し、全120ページのグラフィックノベル作品になると説明された。発売日は明らかにされなかった。

## メディア展開
2005年の映画『バットマン ビギンズ』でジョナサン・クレーンがレイチェル・ドーズを連れてアーカム・アサイラムの地下室へ入るシーンは、本作でジョーカーがバットマンとともにアサイラムに入るシーンを再現している。2008年に公開された続編『ダークナイト』に登場したヒース・レジャー版ジョーカーの解釈は本作から大きな影響を受けている。レジャーは役作りの参考として本書を渡されたが、「何とか読もうと悪戦苦闘した末に放り出してしまった」という。
コンピュータゲーム『バットマン アーカム・アサイラム』は本書と関係が深く、タイトルは本書と共通で設定も似通っている。同作のクリエイティヴ・ディレクターであるセフトン・ヒルは本書を「ゲーム化不可能なグラフィックノベル」と考えていたが、全体的な雰囲気や迫力ある心理描写からは相当な影響を受けたという。また同作で登場するアサイラムの新所長クインシー・シャープは自分がアマデウス・アーカムの生まれ変わりだと信じ、アマデウスの母親の狂気や妻子の殺害など、本作で語られた歴史の数々を引用する。